# Paul Müller (Schwertschmied)
Paul Müller (* 29. März 1888 in Gräfrath bei Solingen; † 1971) war ein deutscher Waffenschmied, der von 1939 bis 1945 als „Reichsschmiedemeister“ tätig war.

## Leben
Paul Müller machte eine Ausbildung zum Schwertschmied und erlernte die Bearbeitung von Damaszenerstahl. Er nahm 1938 erfolgreich an der Ausstellung „Schaffendes Volk“ in Düsseldorf teil. Hier wurde er Gausieger im Wettkampf der Handwerker. Im selben Jahr nahm er an der internationalen Handwerksausstellung in Berlin teil, wo er zahlreiche NS-Größen kennenlernte.
1939 wurde er Leiter der eigens für ihn initiierten Reichslehrschmiede und zog nach Dachau, dem Sitz der Schmiede. Hier arbeitete er als sogenannter Reichsschmiedemeister. In dieser Funktion war er dem SS-Wirtschafts- und Verwaltungshauptamt (WVHA), der Amtsgruppe W Wirtschaftsunternehmungen unterstellt. Organisatorisch gehörte die Lehrschmiede zur SS-Division Totenkopf.
Nach dem Krieg blieb er noch bis 1946 in Dachau und lebte dann ab 1947 in Wuppertal-Cronenberg. Hier betrieb er eine Schmiede.

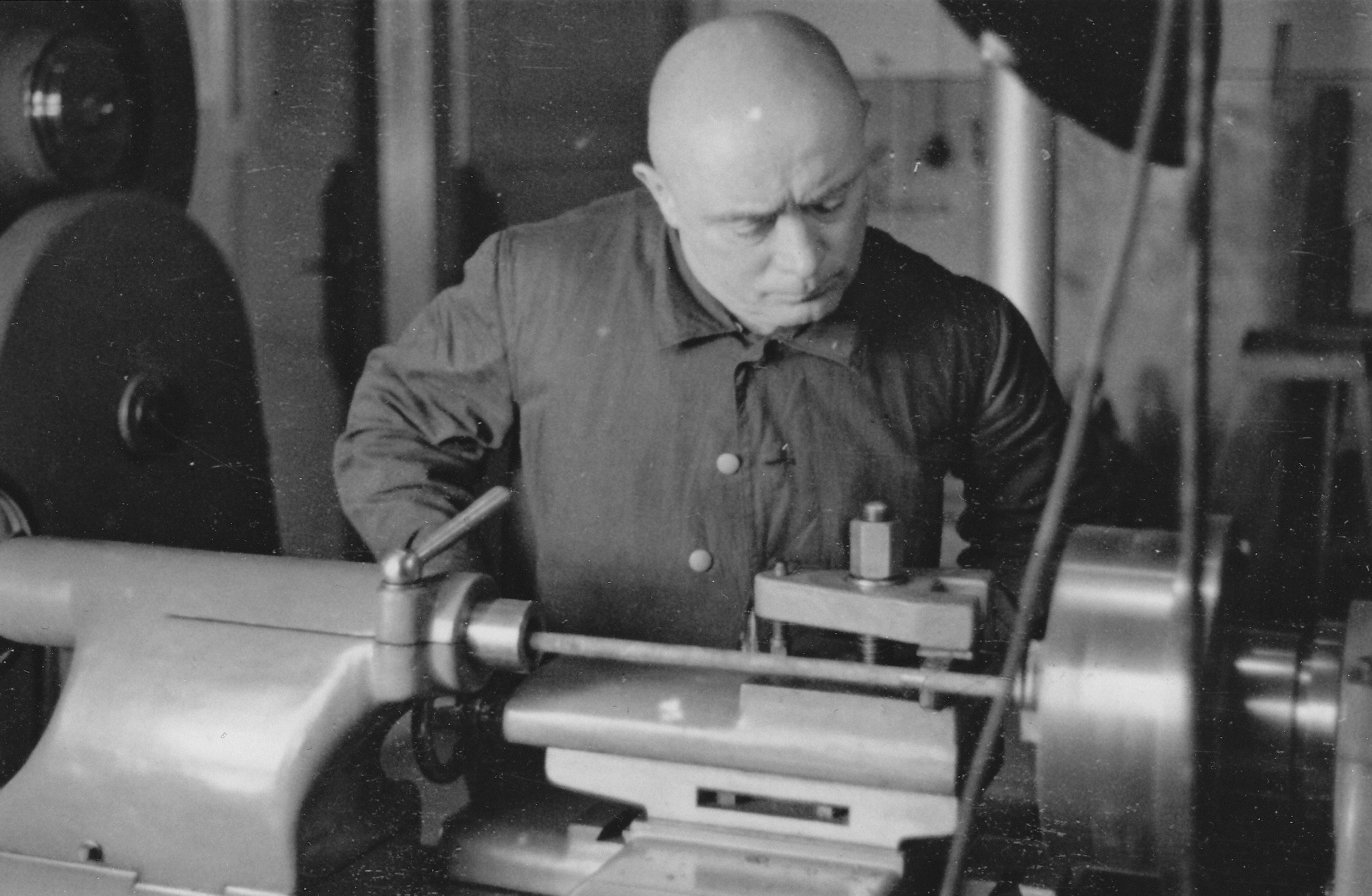
Paul Müller, Schwertschmied, an der Drehbank. ca. 1940 in Dachau aufgenommen.